# Demba Savage
Demba Savage (* 17. Juni 1988 in Banjul) ist ein gambischer ehemaliger Fußballspieler.

## Karriere

### Verein
Savage begann das Fußballspielen in seiner Heimat und wechselte 2006 vom Gambia Ports Authority FC zum finnischen Zweitligisten Kokkolan Palloveikot. Dort blieb er drei Spielzeiten und ging dann zum FC Honka Espoo in die Veikkausliiga, wo er 2011 den Ligapokal gewann. Nach guten Leistungen nahm ihn 2012 der Hauptstadtverein HJK Helsinki unter Vertrag und er holte dort in den kommenden Jahren weitere fünf nationale Titel. 2016 ging er nach Schweden zum BK Häcken und gewann auch dort den Pokal. Anschließend kehrte Savage zu HJK Helsinki zurück und schloss die Saison erneut mit dem Double ab. Seine nächste Station war BB Erzurumspor in der zweiten türkischen Liga, wo er sechs Monate aktiv war. Anschließend kehrte er wieder nach Finnland zurück und ging wieder zum FC Honka Espoo. Abschließend stand er 2022 beim Zweitligisten Turku PS unter Vertrag.

### Nationalmannschaft
Von 2008 bis 2016 absolvierte Savage insgesamt 16 Partien für die gambische A-Nationalmannschaft und erzielte dabei zwei Treffer.

## Erfolge
- Finnischer Ligapokalsieger: 2011, 2015
- Finnischer Meister: 2012, 2013, 2014, 2017
- Finnischer Pokalsieger: 2014, 2017
- Schwedischer Pokalsieger: 2016